# Meymand, Kerman
Meymand (tiếng Ba Tư: ميمند cũng gọi theo Latinh Maymand và Maimand) là một ngôi làng nằm ở huyện nông thôn Meymand, thuộc khu vực trung tâm của huyện Shahr-e Babak, tỉnh Kerman, Iran. Điều tra dân số năm 2006, dân số của làng là 673 người trong 181 hộ.
Meymand là một ngôi làng rất cổ xưa nằm gần thành phố Shahr-e Babak ở tỉnh Kerman. Đây được cho là một nơi cư trú của con người chính trên cao nguyên Iran, có niên đại 12.000 năm trước đây. Nhiều người dân sống trong các 350 ngôi nhà được cắt sâu trong những khối đá, một số trong đó đã được sinh sống trong chừng 3.000 năm. Các chạm khắc đá gần 10.000 năm tuổi được tìm thấy quanh ngôi làng, cùng với đó là những mẫu vật đồ gốm minh chứng cho lịch sử gần 6.000 năm tuổi về một khu định cư cổ xưa của Meymand.
Nguồn gốc của những cấu trúc có hai giả thuyết: Theo lý thuyết đầu tiên, ngôi làng này được xây dựng bởi một nhóm các bộ tộc Aryan khoảng 800-700 năm trước công nguyên (TCN) và tại cùng một khoảng thời gian với những người Medes cổ đại. Các cấu trúc vách đá của Meymand có thể được xây dựng cho mục đích tôn giáo. Các tín đồ Mithra tin rằng, thần mặt trời là bất khả chiến bại và điều này hướng họ tới việc xem xét ngọn núi này như là một nơi thiêng liêng. Dựa trên lý thuyết thứ hai, ngôi làng trở lại vào thế kỷ thứ 2 hoặc 3, trong thời đại Arsaces, các bộ tộc khác nhau ở miền nam Kerman đã di cư theo nhiều hướng. Những bộ lạc tìm thấy địa điểm thích hợp cho cuộc sống và định cư ở những khu vực này bằng cách xây dựng nơi trú ẩn và đã phát triển đến như hiện tại. Sự tồn tại của một nơi được gọi là pháo đài của Meymand gần ngôi làng là nơi tìm thấy hơn hơn 150 hài cốt thời kỳ Sassanid đã củng cố lý thuyết này.
Meymand là nơi có điều kiện sống rất khắc nghiệt bởi sự khô cằn của đất đai, nhiệt độ cao trong mùa hè cùng mùa đông lạnh. Nơi đây có nhiều ngôn ngữ địa phương cổ xưa từ Sassanid tới Pahlavi.
Năm 2005, Meymand đã được trao Giải thưởng quốc tế UNESCO-Hy Lạp Melina Mercouri về Bảo vệ và quản lý của cảnh văn hoá trị giá khoảng 20.000 USD. Đến ngày 04 tháng 7 năm 2015, ngôi làng cùng với các giá trị văn hóa của nó đã được thêm vào danh sách Di sản thế giới của UNESCO.